# دیویس کوریال
دیویس کوریال (انگلیسی: Davis Curiale؛ زادهٔ ۳۰ دسامبر ۱۹۸۷) بازیکن فوتبال اهل ایتالیا است.
از باشگاه‌هایی که در آن بازی کرده است می‌توان به باشگاه فوتبال تراپانی، باشگاه فوتبال لچه، باشگاه فوتبال فروزینونه، باشگاه فوتبال چیتادلا، باشگاه فوتبال کروتونه، باشگاه فوتبال تریستیانا، باشگاه فوتبال ویچنزا، و باشگاه فوتبال پالرمو اشاره کرد.
وی همچنین در تیم ملی فوتبال Italy U-20 بازی کرده است.